# Ischnopteris seriei
Ischnopteris seriei är en fjärilsart som beskrevs av Eugenio Giacomelli 1911. Ischnopteris seriei ingår i släktet Ischnopteris och familjen mätare. Inga underarter finns listade i Catalogue of Life.